# 篠原長次
篠原 長次（しのはら ながつぐ）は、江戸時代初期の加賀藩士。石高6000石。家紋は左三つ巴。菩提寺、桃雲寺。
1589年、前田利家と前田家侍女の間に第三男として生まれた。大坂の陣では紺旗隊の大将として勇猛果敢に戦い、真田軍の首級をあげた。その後、同僚との諍いが原因で一時田ノ島に配流されている最中、紀州藩主の徳川頼宣が6000石で迎えようとしたが、長次は頼宣の誘いを断った。

## 生涯
篠原長次は、篠原弥助長重の第2の養子であり、篠原出羽守一孝（加賀藩家老・執政）の義弟にあたるが、実際は利長、利政に次ぐ前田利家の三男である。先に、双子で生まれた利家の七女千世の一方の子を利家、まつと相談の上、密かに引取り育てた篠原弥助長重は、まつの知らないところで利家の子を身ごもった侍女を「男子が生まれれば、将来の火種になる懸念もある」とのことから、再度三者相談の上、名目上妻として迎え、篠原家で生まれたのが篠原織部長次である。長次が生まれたことで、利家の命により一孝は別家（篠原出羽守家）となり、長次が「篠原本家」を継承することになる。ちなみに、明治になって乃木希典が金沢で止宿していたのは、本家篠原邸（当主は10代篠原忠篤）の離れであった。
大坂の陣では紺旗隊の大将として勇猛果敢に戦い、真田軍の首級をあげている。前田利常主催の「利家三十三回忌」では奉行として桃雲寺で法事を差配したが、同僚との諍いが原因で、一時田ノ島に配流されている。長次の配流を聞き知った紀州藩主徳川頼宣は6000石で迎えようとしたが、長次は「御厚志、感激に堪えませんが、たとえ落ちぶれようと父母の国を去ろうとは思いません」と言って、頼宣の誘いを断っている。長次の志にいたく感心した利常は、結局3か月間で蟄居を解いた。4代前田光高の代になって、徳川家康の原廟（現在の尾崎神社）が金沢に建造され、利常はこれを参拝した帰路、長次邸に寄った。長次は、名誉なこととして大変、感激したと伝えられている。
篠原長次は才能・見識に恵まれ、実直な性格と生まれ素性もあいまって、前田利常からは「兄弟」として遇された。なお、江戸での人質生活を送る芳春院は、村井長次宛に出した手紙の中で、篠原長次について次のように語っている。

## 系譜

### 篠原家（本家）
- 初代：篠原弥助長重
- 2代 ：篠原長次　6000石（室：奥村氏）
  - 長次の次男の長良（大学）は、1000石を分けられ分家となる。家紋は左三つ外巴。菩提寺、桃雲寺。
- 3代 ：篠原長経　5000石（室：直之系前田氏）
  - 長経の次男の輝豊（刑部　長忠）は、1000石を分けられ分家となる。家紋は角の内左三つ巴。菩提寺、桃雲寺。
- 4代 ：篠原長栄（長賢）　4000石（室：長種系前田氏）
- 5代 ：篠原幸昭（室：直之系前田氏）
- 6代 ：篠原保之（室：長種系前田氏）
- 7代 ：篠原得寿（室：村井氏）
- 8代 ：篠原忠貞（室：一孝系篠原氏）
- 9代 ：篠原忠意（室：成瀬氏）
- 10代：篠原忠篤（室：西尾氏）

ここで明治時代になる。

### 篠原出羽守家（別家）
別家の篠原出羽守家（一孝系篠原家。家紋は左三つ巴、のち左二つ巴）は、祖を弥助長重としながらも初代を一孝とする。高野山にある前田利長の五輪塔（三番碑）背後には「芳春院様内」とされる6基の小五輪塔が存在するが、高野山天徳院の説明によると、そのうち5基は一孝（栄錦院殿郷岩道本大居士）と長男である篠原主膳一由（貞秀）と夫人（前田利家の娘の保智）、次男の篠原出羽守一次（隼人、天澄院殿惣月英寒大居士）夫妻のものであり、その中には芳春院と玉泉院（利長の正室）が施主となっているものもある、ということである。一孝には男子が4人いたが、三男の重一（監物）以外はみな早世し、家は断絶した。長男の貞秀は松平忠直に乱暴を働き配流され、代わって家督を継いだ次男の出羽守一次（11250石）の家も自身と子の岩松が早世したため、「加賀八家」制度ができる前に断絶した。結局、一孝の子孫で続いたのは三男の重一（監物）の家だけとなった。幕末に東奔西走して藩政を担った家老・篠原一貞（版籍奉還後は前田慶寧藩知事の下で大参事となる）は、この家の出身である。
藩政期、篠原家は、本家・別家は「加賀八家」同格の家として、本家の2つの分家と合わせ、4家で前田家に仕えた。